# Microcebus macarthurii
Microcebus macarthurii — вид лемуровидих приматів.

## Опис
Дуже малий вид. Характеризуються великими вухами і очима. Хутро червонувато-коричневого кольору зверху і жовтувато-білого кольору знизу. Голова червонувата і оранжева на щоках, між очима проходить біла смуга. Довжина тіла від 11 до 12 сантиметрів, хвіст приблизно 14,5 сантиметрів, він червонувато-коричневий і покритий густою шерстю. Вага цих тварин становить від 50 до 60 грамів.

## Середовище проживання
Цей вид знаходиться на північному сході Мадагаскару. Цей вид живе в рівнинних тропічних лісах. Він ще не був вивчений у дикій природі, так мало відомо про його поведінку та екологію.

## Життя
Microcebus, як правило, нічні мешканці дерев, які, як правило, їдять фрукти та інші частини рослин і комахи.

## Загрози та охорона
Втрата середовища проживання через високі темпи збезлісення від нестійких методів ведення сільського господарства в регіоні є серйозною загрозою для цього виду. Не відомо, чи проживає в будь-яких охоронних територіях але в кінцевому підсумку може виявитися в Nosy Mangabe Special Reserve.